# Левонтин, Натан Борисович
Натан Борисович Левонтин (1902—1993) — инженер-строитель, проектировщик, лауреат Сталинской премии.

## Биография
Родился 27 апреля 1902 года в Рязани. В 1926 году окончил МВТУ.
Работал в тресте «Металлостройпроект» (1930—1933) и в созданном на его базе Государственном всесоюзном тресте строительного проектирования промышленных предприятий и сооружений черной и цветной металлургии и машиностроения «Промстройпроект» (1933—1937).
С 1937 г. в институте Гипроавиапром. С 1940 г. главный строитель Специального проектного бюро НКАП. После начала войны — инженер Особого строительства НКВД. За образцовое выполнение в кратчайший срок заданий Правительства по строительству оборонных заводов награждён орденом «Знак Почёта» (28.03.1942). С 1943 г. заместитель главного инженера, главный конструктор-строитель Гипроавиапрома. Награждён орденом Красной Звезды (22.03.1944). Член Союза архитекторов СССР с 1944 года.
В 1950-е гг. главный конструктор института «Горстройпроект».
С 1961 и до конца 1970-х гг. работал в ЦНИИЭП жилища, руководитель архитектурно-конструкторского бюро.
Умер в 1993 г., похоронен на Рогожском кладбище.

## Премии
- Сталинская премия третьей степени (1946)[1] — за разработку проекта и коренное усовершенствование методов строительных работ, обеспечивших скоростное строительство авиационных заводов.
- Премия Совета Министров СССР (1976)[1]

## Семья
Сын — кандидат технических наук Борис Натанович Левонтин (род. 1928), ведущий инженер ВНИИНМАШ.
Внучка — Ирина Борисовна Левонтина (22 апреля 1963, Москва) — лингвист, популяризатор науки.

## Сочинения
- Крупнопанельные дома с наружными стенами из ячеистого бетона [Текст] : Опыт Свердл. совнархоза / Акад. строительства и архитектуры СССР. Науч.-исслед. ин-т организации, механизации и техн. помощи строительству. БТИ. — Москва : Госстройиздат, 1960. — 56 с. : ил.; 22 см.
- Конструкции объемноблочных зданий с применением железобетонных блоков [Текст] : (Обзор) / Н. А. Николаев, Н. Б. Левонтин. — Москва : [ЦНТИ по гражд. стр-ву и архитектуре], 1974. — 48 с. : ил.; 22 см.